# Linea Sul (metropolitana di Fortaleza)
La linea Sul (in italiano: linea Sud), anche nota come linea 1-Rossa, è una linea della metropolitana di Fortaleza, in Brasile. Aperta nel giugno 2012, è la prima linea metropolitana costruita nella città di Fortaleza. È lunga 24,1 km e ha 18 stazioni, di cui 4 sotterranee e 2 sopraelevate.
Sono in fase di progettazione due nuove stazioni sulla linea.

## Storia
Nel dicembre 1998, venne firmato il contratto per la costruzione della nuova linea metropolitana. Stando alle dichiarazioni del presidente della METROFOR, Romulo dos Santos Forte, l'opera "è iniziata nel gennaio 1999 a causa di un il vincolo di bilancio. Gli studi effettuati confermarono la fattibilità dell'opera e il progetto venne presentato. Nel 2002 a causa della mancanza di fondi pubblici il progetto venne bloccato.
La situazione rimase in stallo fino a quando il ministro dei trasporti, Márcio Fortes, nel 2007 intervenne per porre rimedio alla situazione dei trasporti a Fortaleza e in altre città.
I lavori della linea Sul ricominciarono poco dopo e, dopo 13 anni, il 15 giugno 2012 la linea è stata inaugurata.

## Stazioni
Nell'elenco che segue, a fianco ad ogni stazione, sono indicati i servizi presenti e gli eventuali interscambi ferroviari:
| Central/Xico da Silva             | 28 luglio 2013    | Oeste Leste *      |
| José de Alencar                   | 28 luglio 2013    |                    |
| São Benedito                      | 24 ottobre 2012   |                    |
| Benfica                           | 28 settembre 2012 |                    |
| Padre Cícero                      | In costruzione    |                    |
| Porangabussu                      | 28 settembre 2012 |                    |
| Couto Fernandes                   | 28 settembre 2012 |                    |
| Juscelino Kubitschek              | 15 maggio 2017    |                    |
| Parangaba                         | 15 giugno 2012    | Parangaba-Mucuripe |
| Vila Pery                         | 15 giugno 2012    |                    |
| Manuel Sátiro                     | 15 giugno 2012    |                    |
| Mondubim                          | 15 giugno 2012    |                    |
| Esperança                         | 15 giugno 2012    |                    |
| Aracapé                           | 15 giugno 2012    |                    |
| Alto Alegre                       | 15 giugno 2012    |                    |
| Raquel de Queiroz                 | 15 giugno 2012    |                    |
| Virgílio Távora                   | 15 giugno 2012    |                    |
| Maracanaú                         | 15 giugno 2012    |                    |
| Jereissati                        | 15 giugno 2012    |                    |
| Carlito Benevides                 | 15 giugno 2012    |                    |
| * Interscambio previsto in futuro |                   |                    |

## Il materiale rotabile

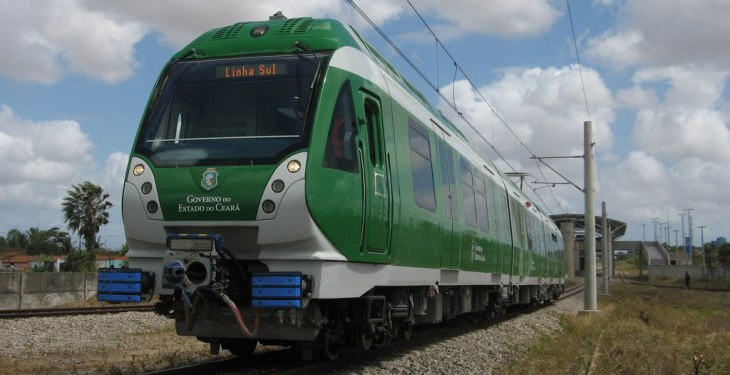
Elettrotreno ETR.200 Linea Sul metropolitana di Fortaleza

La flotta della "Linea Sul" della metropolitana è composta da 20 elettrotreni ETR 200 Metrostar, convogli articolati a 3 casse permanentemente accoppiate, a scartamento ridotto, prodotti in Italia dal consorzio AnsaldoBreda-Firema.
Ogni cassa autoportante, costruita con un traliccio di profilati di alluminio estruso è rivestita in accaio inossidabile. Il convoglio ha una capacità di 445 passeggeri di cui 48 seduti.